# Kanton Marchiennes
Marchiennes (Nederlands: Masenne) is een voormalig kanton van het Franse Noorderdepartement. Het kanton maakte deel uit van het arrondissement Douai.
Begin 2015 werd het kanton opgeheven. Op een na werden alle gemeenten opgenomen in een nieuw kanton Sin-le-Noble, alleen Bouvignies werd overgeheveld naar het al bestaande kanton Orchies.

## Gemeenten
Het kanton Marchiennes omvatte de volgende gemeenten:
- Bouvignies
- Bruille-lez-Marchiennes
- Erre
- Fenain
- Hornaing
- Marchiennes (hoofdplaats)
- Pecquencourt
- Rieulay
- Somain
- Tilloy-lez-Marchiennes
- Vred
- Wandignies-Hamage
- Warlaing